# Hengtanggang
Hengtanggang (kinesiska: 横塘岗) är en socken i östra Kina. Den ligger i stadsdistriktet Jin'an i staden Lu'an i provinsen Anhui,  omkring 82 kilometer sydväst om provinshuvudstaden Hefei. Antalet invånare är 15 653. Befolkningen består av 7 711 kvinnor och 7 942 män. Barn under 15 år utgör 18,0 %, vuxna 15-64 år 67 %, och äldre över 65 år 13,0 %.